# Argos (hijo de Aréstor)

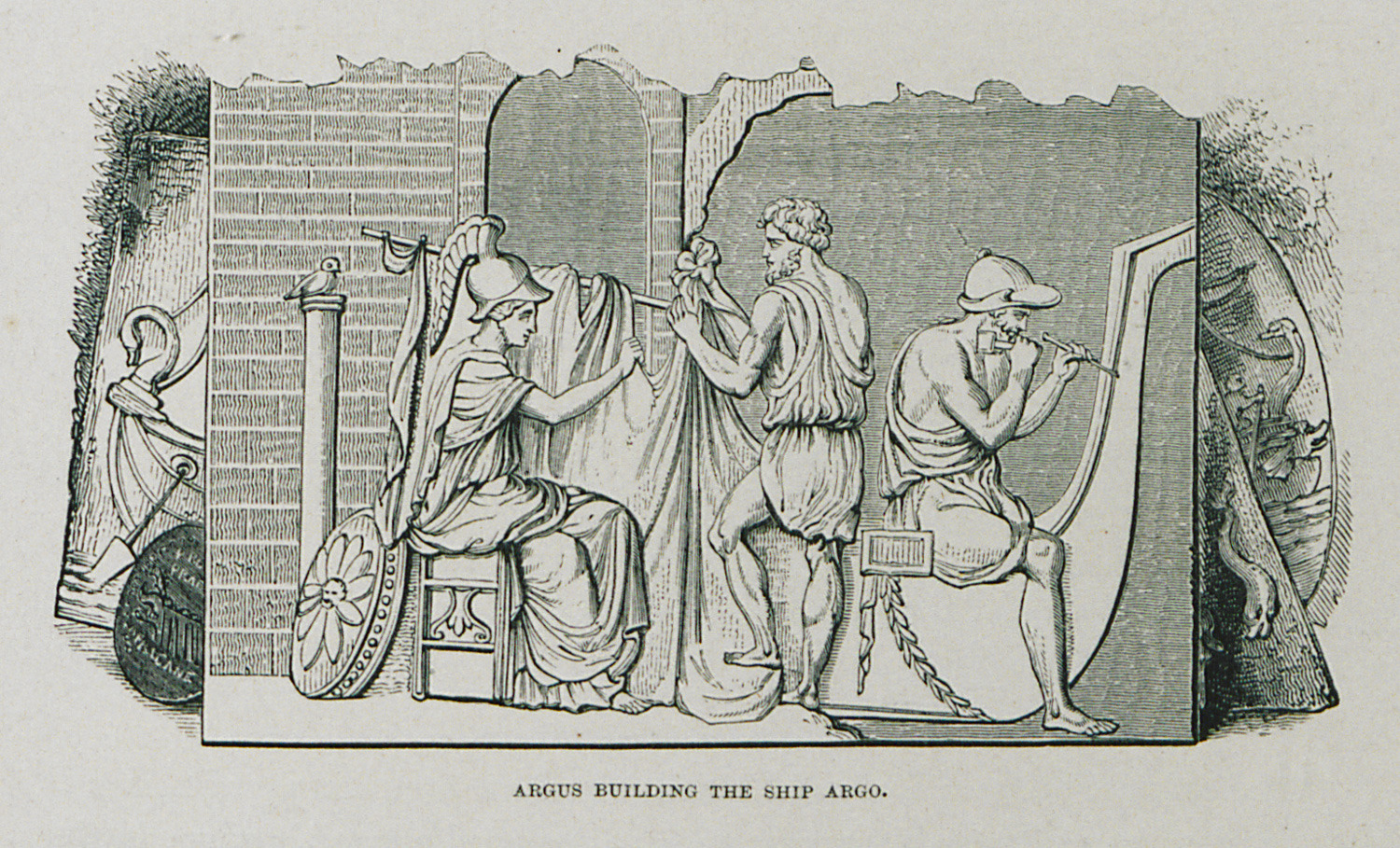
Argos construyendo la nave con la ayuda de Atenea.

En la mitología griega, Argos (en griego: Ἄργος) es el constructor y el epónimo de la nave Argo, y uno de los argonautas. Se decía que había construido el buque con la ayuda de Atenea. Apolonio de Rodas y Juan Tzetzes afirman que Aréstor es su padre, un miembro de la casa real argiva, pero Higino dice que los padres de Argos eran Pólibo y Argía. En las Argonáuticas de Valerio Flaco, se dice que Argos procedía de la ciudad de Tespias.
A Argos también se le atribuye la creación de una estatua de madera de Hera, objeto de culto en Tirinto.